# Murat Tosun
Murat Tosun (Berlino Ovest, 26 febbraio 1984) è un ex calciatore turco, di ruolo attaccante.

## Palmarès

### Club

#### Competizioni nazionali
- Coppa di Turchia: 1

Trabzonspor: 2009-2010
- Supercoppa di Turchia: 1

Trabzonspor: 2010